# Circuit del Caesars Palace
El Circuit del Caesars Palace (en anglès, Caesars Palace Raceway) va ser un circuit urbà situat a l'aparcament de l'hotel casino Caesars Palace de Paradise (Nevada), a tocar de Las Vegas. Va acollir dues edicions del Gran Premi de Las Vegas de Fórmula 1, les de 1981 i 1982.
Amb una longitud de 3,650 km, tenia una curiosa forma de pinta i es recorria en sentit antihorari. El circuit va ser molt criticat per la seva tortuositat, fins al punt que semblava més a una pista de kàrting que no pas de Fórmula 1.
Després de l'edició de 1982, la Fórmula 1 va abandonar el circuit, el qual encara va acollir dues curses del campionat CART els dos anys següents en un traçat més curt però que incloïa la part perimetral de la pista (el tram entre els revolts 1 i 10 estava connectat amb una recta) que prengué així una connotació més semblant a un oval. Després de la cursa de 1984, el circuit ja no es va tornar a fer servir. Poc després es va construir una nova ala de l'hotel al seu antic emplaçament, cosa que va esborrar definitivament tot rastre de la instal·lació.